# Passione secondo Matteo
La Passione secondo Matteo BWV 244 è una composizione sacra di Johann Sebastian Bach.
Si tratta della trasposizione musicale dei capitoli 26 e 27 del Vangelo secondo Matteo nella traduzione tedesca di Martin Lutero, inframezzata da corali e arie su libretto di Picander.
Matteo nel suo vangelo rappresenta la passione di Gesù.

## Struttura dell'opera
Le trasposizioni musicali barocche della Passione divennero comuni alla fine del Seicento. Come nelle altre passioni in forma d'oratorio, l'allestimento di Bach presenta il testo evangelico di Matteo (cap. 26 e 27) in modo relativamente semplice, prevalentemente con l'utilizzo del recitativo, mentre le arie e gli ariosi utilizzano un commento scritto comunque con l'ispirazione degli eventi biblici.
Due aspetti caratteristici della passione di Bach traggono la loro origine dalle altre opere sacre di Bach stesso. Uno è il formato con doppio coro, derivato dai suoi stessi mottetti e da mottetti che generalmente erano utilizzati per il servizio domenicale. L'altro è l'uso esteso dei corali a quattro parti, come se fossero delle interpolazioni e del cantus firmus in vasti movimenti polifonici, ad esempio “O Mensch, bewein dein' Sünde gross”  nella conclusione della prima parte - movimento che quest'opera ha in comune con la Passione secondo Giovanni - e il movimento di apertura, in cui i soprani cantano in ripieno (spesso al giorno d'oggi cantato da voci bianche) generando un momento di grande polifonia ma anche di tensione armonica.
La narrazione dei testi del Vangelo è curata dal tenore solista che canta interamente con un recitativo libero, accompagnato soltanto da un basso continuo. Ogni volta che un personaggio parla nella storia, un nuovo solista canta le relative parole, anche in recitativo; oltre a Gesù, ci sono parti per Giuda, Pietro, uno dei sommi sacerdoti, Ponzio Pilato, la moglie di Pilato e due ancelle, sebbene in pratica non tutte le diverse parti siano cantate da coristi diversi. Due passi sono cantati da un paio di solisti che rappresentano due che parlano contemporaneamente ed un certo numero di passi, detti turba sono cantati alternativamente da uno dei due cori a simboleggiare un certo numero di persone che parlano insieme. Questi ultimi non sono dei recitativi, ma musica metrica convenzionale.
I recitativi di Gesù sono facilmente riconoscibili dal momento che sono quasi sempre accompagnati non dal solo continuo ma dall'intera sezione degli archi dell'orchestra, utilizzando note di lunga durata che creano un suono pieno e appoggiato, noto come halo di Gesù. Soltanto le sue ultime parole, Eli, eli, lama sabachthani, sono cantate senza detto halo.

## Testi interpolati
Le arie, che utilizzano i testi di Picander, sono inframezzate tra le sezioni del testo evangelico e sono cantate da diversi solisti con un'ampia varietà di strumenti di accompagnamento, come è tipico dello stile dell'oratorio. In ognuna delle arie uno strumento assume il ruolo di obbligato, in contrappunto con la voce solista. Ad esempio nell'aria ("Erbarme dich") il violino obbligato intesse la sua voce con il contralto solo mentre in ("Aus Liebe will mein Heiland sterben"), cantata dal soprano, il ruolo di obbligato spetta al flauto.
Il testo interpolato fa riferimento ad una teologia che pone il sacrificio sulla croce ad un livello molto personale. Praticamente tutti i testi esaltano il significato delle sofferenze di Gesù crocifisso, dalla corale Ich bin's, ich sollte büßen (Sono io colui che doveva soffrire le pene dell'inferno) fino al desiderio espresso dal contralto di tergere Gesù con le proprie lacrime (Buß und Reu), e all'offerta espressa dal basso di seppellire lui stesso il corpo di Gesù (Mache dich, mein Herze, rein). A Gesù spesso i personaggi si riferiscono come mio Gesù. Il coro, che esprime profonda rabbia nei confronti di Giuda, tanto da invocare l'inferno che possa inghiottirlo, viene anch'esso ripreso da Gesù: coloro che prendono la spada, periscono di spada. Non è un caso che i cori si alternino tra la partecipazione alla narrazione (nelle parti della folla) e nel commento impersonando il ruolo del fedele contemporaneo; c'è un'identificazione tra i due ruoli.
Ad ogni modo, è significativo il fatto che non vi sia alcuna menzione alla futura Resurrezione in nessuno dei testi. La chiesa protestante moderna considera la crocifissione principalmente come preludio alla Pasqua, importante solo per il fatto che la resurrezione non è possibile senza la morte.
In Bach, seguendo la strada di Anselmo di Canterbury, la crocifissione stessa è il punto d'arrivo, la sorgente della redenzione. L'enfasi è sulla sofferenza di Gesù al posto dei peccatori, ed è la resurrezione ad essere secondaria, importante solo per mostrare il potere di Dio e per dare un esempio di ciò in cui la redenzione dal peccato può consistere. Il coro canta, strappami dalle mie paure / Attraverso la tua stessa paura e dolore. Il basso, chiamandola la dolce croce, dice Sì, di certo questa carne e sangue in noi / vuole essere forzato alla croce; / questo è il meglio per la nostra anima, / quanto più amaro essa sente.
Il dolore a cui ci si riferisce nel movimento iniziale non è dolore per Gesù morto, ma piuttosto per il nostro proprio essere peccatori, culminante nel corale O Agnello di Dio cantato dai bambini, richiamando il sacrificio rituale di Gesù come un agnello dell'Antico Testamento, come un'offerta per il peccato. Questo tema è rinforzato dal corale che conclude la prima parte: O Mensch, bewein' dein Sünde gross..., (O uomo, piangi il tuo gran peccato).

## Stile della composizione

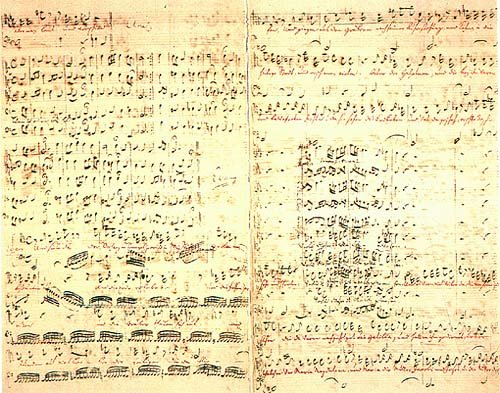
Passione secondo Matteo

La musica di Bach è profonda almeno quanto lo è il testo. I suoi recitativi non sono mai meccanici, ma impostano l'atmosfera per ciascun brano, spesso enfatizzando le parole che sono più cariche da un punto di vista emozionale come ad esempio crocifiggere, uccidere o piangere con melodie caratterizzate da forti cromatismi. La descrizione del pianto di Pietro successiva all'episodio del rinnegamento è particolarmente violenta. Le profezie di Gesù relative alla sua condanna a morte sono accompagnate con accordi di settima diminuita e brusche modulazioni; interessante il confronto con la musica relativamente più allegra dell'istituzione dell'Eucaristia (bevete voi tutti, questo è il mio sangue...).
Il canto del gallo e lo spargimento di profumo sul capo di Gesù costituiscono delle vere e proprie linee pittoriche. Nonostante questi dettagli siano più difficili da riconoscere per l'ascoltatore contemporaneo, all'epoca di Bach il recitativo era infatti molto diffuso e l'orecchio più allenato, lo sforzo necessario è ben impiegato. È sufficiente pensare ad esso come ad una lettura fortemente drammatica, prima ancora che ad una musica, allora questi dettagli saranno più facilmente udibili ed interpretabili. Nelle parti della folla, i due cori si alternano, dando all'ascoltatore l'impressione udire folla da ambo i lati (per esempio, Weissage uns, Christe) e a volte cantano insieme (Herr, wir haben gedacht); in altri momenti soltanto un coro canta (il I coro prende sempre la parte dei discepoli) o alternandosi, come ad esempio alcuni astanti dicono Chiama Elia e altri dicono Vediamo se Elia viene ad aiutarlo.
Nelle arie, gli strumenti (sia in assolo che insieme) vanno di concerto con le voci, probabilmente costituendo qualcosa di ineguagliato per bellezza in tutti gli scritti bachiani. Oltre alle eccellenti melodie e al contrappunto, ci sono delle coincidenze spettacolari della composizione rispetto al testo. Ad esempio, in Buß und Reu, i flauti iniziano a suonare uno staccato che somiglia ad un acquazzone mentre il contralto canta il suo pianto dirotto e scoppia in lacrime. I violini suonano un motivo violento per simboleggiare la flagellazione in Erbarm' es, Gott. In Blute nur, il passaggio sul serpente è marcato da una melodia sinuosa e ondeggiante. La folla grida Crocifiggilo due volte con un tema dissonante e frastagliato; ma nell'intermezzo, il quieto e meditativo Aus Liebe will mein Heiland sterben simboleggia la calma interiore della fede in un mondo di violenza, con pause frequenti ed una sensazione paradisiaca, in assenza perfino del supporto del basso continuo. Da notare infine una particolarità assai frequente nella musica sacra di Bach: la parola Kreuz, ovvero Croce, è sempre accompagnata da una nota che, nella melodia principale, è innalzata di un semitono, ovvero di un diesis che in tedesco si dice, per l'appunto, Kreuz.

## Storia
La Passione secondo Matteo è stata scritta nella sua prima versione (BWV244b) probabilmente nel 1727. Solo due delle quattro (o cinque) versioni della Passione che Bach scrisse sono giunte fino a noi; l'altra passione è quella secondo Giovanni. La Passione secondo Matteo è stata eseguita per la prima volta Venerdì santo 11 aprile 1727 e probabilmente replicata Venerdì Santo 1729 nella chiesa di San Tommaso (Lipsia), dove Bach era kantor. Egli la modificò nel 1736 e fu di nuovo eseguita il 30 marzo 1736, questa volta includendo due organi nella strumentazione.
La Passione secondo Matteo non fu eseguita al di fuori di Lipsia fino al 1829, quando Felix Mendelssohn ne eseguì una versione abbreviata a Berlino presso la Sing-Akademie con grande successo.

## Curiosità
Da una pagina della Passione secondo Matteo è tratta la melodia della nota canzone American Tune di Paul Simon. Da questa stessa melodia Paul Simon ha poi dichiarato  di aver tratto ispirazione per la composizione di Bridge over Troubled Water.